# 納涼
納涼（のうりょう）とは、夏の盛りの暑さを避けるために、涼しさや過ごしやすさを工夫して創り出し、味わうこと。

## 概要
避暑とは、夏の盛りの暑さを避けるために、涼しく過ごしやすい気候の土地に一時的に移動することをいう。またそうした土地を避暑地という。夏でも涼しい避暑地は、必然的に標高が高い（山岳や高原）、風通しが良い（峡谷や渓谷）、水遊びができる（湖や渓流）、あるいは緯度が高い（日本では北海道の道東など）といった地勢をもつ土地となる。
避暑地に移動することで暑さはある程度回避できるのに対し、納涼を味わうことは必ずしも暑さからの解放を約束するものではない。むしろ納涼とは、夏に避暑地に移動する余裕などない者が、小遣金を使って体を冷やすものを飲み食いしたり（暑気払いや納涼会）、工夫を凝らして人工的に涼しさを創り出したり（納涼床や納涼船）、鳥肌が立つような演出をしたり（花火や怪談）して涼しさを「味わう」ことにより、暑さを「忘れる」ことをいう。
日本では、納涼が伝統的に夏の風物詩となってきた。近現代になってこれに避暑もまた含められるようになった。「納涼」、「〜涼み」（夕涼み、川涼み、など）「避暑の〜」（避暑の宿、避暑の旅、など）は、いずれも夏の季語にもなっている。